# Superestrellas en Navidad
Superestrellas en Navidad es un disco navideño lanzado por Universal Music Latino e interpretado por varios artistas. Esta colección de éxitos está dividido en dos volúmenes, uno pop y el otro tropical.
Cuenta con la colaboración de artistas reconocidos como Juanes, David Bisbal, Pedro Fernández y el legendario José Feliciano.

## Lista de canciones
| Superestrellas en Navidad - Pop |                                     |                                 |                       |          |  |
| N.º                             | Título                              | Escritor(es)                    | Intérprete (s)        | Duración |  |
| 1.                              | «El Burrito de Belén»               | Hugo Blanco Manzo               | Juanes                | 3:13     |  |
| 2.                              | «Mi Estrella»                       | Amaia Montero                   | David Bisbal & Gisela | 4:28     |  |
| 3.                              | «Canto a Borinquen»                 | Flor Morales Ramos              | José Feliciano        | 4:29     |  |
| 4.                              | «Amarga Navidad»                    | Jose Alfredo Jiménez            | Pedro Fernández       | 3:38     |  |
| 5.                              | «¿A Quién No Le Gusta Eso?»         | Miguel A. Rodríguez             | Manny Manuel          | 4:17     |  |
| 6.                              | «El Tamborilero»                    | Katherine Davis                 | Sergio Dalma          | 3:40     |  |
| 7.                              | «Feliz Navidad»                     | José Feliciano                  | Garibaldi             | 3:45     |  |
| 8.                              | «Rodolfo el reno»                   | Johnny Marks                    | Marcos Llunas         | 2:30     |  |
| 9.                              | «Noche de paz»                      | Franz Gruber, Joseph Mohr       | Tania Libertad        | 3:40     |  |
| 10.                             | «Una Limosna Para Este Pobre Viejo» |                                 | Yuri                  | 3:58     |  |
| 11.                             | «Paseo en Trineo»                   | Leroy Anderson, Mitchell Parish | Mestizzo              | 2:36     |  |
| 12.                             | «Todo Lo Que Quiero Eres Tú»        | Mariah Carey                    | Kabah                 | 3:31     |  |
| 43:45                           |                                     |                                 |                       |          |  |

| Superestrellas en Navidad - Tropical |                                     |                                       |                               |          |  |
| N.º                                  | Título                              | Escritor(es)                          | Intérprete (s)                | Duración |  |
| 1.                                   | «Navidad Sin Mi Madre»              |                                       | Los Toros Band                | 4:01     |  |
| 2.                                   | «Pa' Celebrar»                      |                                       | José Nogueras & Tito Nieves   | 5:08     |  |
| 3.                                   | «Amanece el Nuevo Año»              | Polo Montañez                         | Cheo Feliciano                | 4:49     |  |
| 4.                                   | «Lo Que Mi Pueblo Atesora»          | Antonio Cabán Vale "El Topo"          | El Topo & Manny Manuel        | 4:52     |  |
| 5.                                   | «Demos Gracias, Celebremos Navidad» | José Nogueras                         | José Nogueras                 | 4:10     |  |
| 6.                                   | «Cantar de un Jibarito»             | Charlie Donato                        | Domingo Quiñones & Yomo Toro  | 4:07     |  |
| 7.                                   | «Celebrando Aquí, Celebrando Allá»  | Freddy Reyes                          | Maurice Ravel & Henry Rosario | 4:53     |  |
| 8.                                   | «Noche de paz»                      | Franz Gruber, Joseph Mohr             | Jesse Marquez                 | 3:15     |  |
| 9.                                   | «Santa Claus Is Coming to Town»     | John Frederick Coots, Haven Gillespie | Salsa Kids                    | 3:50     |  |
| 10.                                  | «Viva Navidad»                      | Chiquitín García                      | Domingo Quiñones              | 3:22     |  |
| 11.                                  | «Triste Navidad»                    | Rafael Hernández                      | Jesse Marquez                 | 3:23     |  |
| 12.                                  | «Este Año Si»                       |                                       | José Nogueras                 | 4:33     |  |
| 50:00                                |                                     |                                       |                               |          |  |